# Un pied dans le crime
Un pied dans le crime est une comédie-vaudeville en 3 actes d'Eugène Labiche, représentée pour la 1re fois à Paris au Théâtre du Palais-Royal le 21 août 1866.
- Collaborateur Adolphe Choler.
- Editions Dentu.

## Argument
A Antony, le rentier Gaudiband entretient des relations exécrables avec son voisin Ajax Blancafort, qui fut autrefois son ami. Celui-ci se plaint notamment du vagabondage nocturne du chat de Gaudiband sur son terrain, alors qu'il élève des pigeons. Après un échange de papier timbré, les deux hommes en viennent à se provoquer en duel. Choisi comme témoin de Gaudiband, son ami Gatinais se rend au domicile de Blancafort pour fixer les conditions du duel. Découvrant que ce dernier n'est autre que celui qui lui avait sauvé la vie plusieurs années auparavant, Gatinais accepte toutes les conditions posées par Blancafort pour que le duel n'ait pas lieu. Il s'empare notamment d'un fusil de Gaudiband, et s'apprête à tirer sur le chat de ce dernier avec du gros sel à titre de semonce. Mais voyant surgir une ombre noire au-dessus du mur de clôture, Gatinais ouvre le feu et blesse un autre voisin de Gaudiband, occupé à tailler sa vigne. Le domestique de ce dernier, qui a tout vu, fait alors chanter Gatinais : il obtient de passer à son service avec des appointements confortables.Suspecté à tort d'être l'auteur du tir, Blancafort est arrêté. Gatinais, qui figure parmi les jurés désignés pour la session de la cour d"assises appelée à juger ce crime, tente alors de faire évader Blancafort en lui procurant une lime, mais en vain. Après avoir longuement tergiversé, Gatinais finit par se dénoncer à la victime, mais celle-ci refuse de le croire. Finalement, Blancafort est acquitté au bénéfice du doute.

## Distribution
| Acteurs et actrices ayant créé les rôles |                     |
| Personnage                               | Acteur ou actrice   |
| Gatinais                                 | Geoffroy            |
| Gaudiband                                | Lhéritier           |
| Edgard Vermillon                         | M. Priston          |
| Poteu                                    | Lassouche           |
| Geindard                                 | M. Fitzelier        |
| Maître Bavay, avocat                     | M. Mercier          |
| Mme Gatinais                             | Mme Keller          |
| Lucette                                  | Mme Massin          |
| Julie                                    | Mme Hortense Damain |
| Marguerite                               | Mme E. Bilhaut      |
| Une dame de comptoir                     | Mme Germaine        |
| Un garçon de café                        | M. Martial          |